# كيمو نو جويجيكا
كيمو نو جويجيكا (باليابانية: キムの十字架، بالروماجي: Kimu no Juujika) هو فيلم أنمي ياباني من إخراج سيجي أريهارا، ومن إنتاج استوديو موشي برودكشن عرض في 21 يوليو عام 1990، وبلغت مدتة 90 دقيقة.

## القصة
تدورأحداث القصة عن كيم جي هان هو شاب كوري يعيش مع شقيقه الأصغر كيم سي هان في فقر في قرية في مقاطعة غيونغسانغ الشمالية. يتم تجنيد الأخوين من قبل الإمبراطورية اليابانية ونقلهما إلى البر الرئيسي للعمل في موقع بناء المعسكر الرئيسي الذي بنته اليابان أثناء الحرب العالمية الثانية.

## الأداء الصوتي
| الشخصية | الأداء الصوتي   |
| ------- | --------------- |
| يونسوي  | تشاتو ناكاجيما  |
| سيفون   | ماساكو نوزاوا   |
| غيونجا  | تومي كاتاوكا    |
| ناراتور | كيوشي كوباياشي  |
| بينجو   | كيوتي كيتامورا  |
| سوني    | ماساكو ميورا    |
| سوجا    | يوشينو تاكاموري |
| يانغ    | يوساكو يارا     |

## روابط خارجية
- كيمو نو جويجيكا على موقع قاعدة بيانات الفيلم (الإنجليزية)
- كيمو نو جويجيكا على موقع ليتربوكسد (الإنجليزية)
- كيمو نو جويجيكا على موقع my Anime list.